# Malephora crassa
Malephora crassa är en isörtsväxtart som först beskrevs av L. Bol., och fick sitt nu gällande namn av Hans Jacobsen och Schwant. Malephora crassa ingår i släktet Malephora och familjen isörtsväxter. Inga underarter finns listade i Catalogue of Life.